# Hippotion obanawae
Hippotion obanawae är en fjärilsart som beskrevs av Matsumura 1908. Hippotion obanawae ingår i släktet Hippotion och familjen svärmare. Inga underarter finns listade i Catalogue of Life.